# Všivec statný
Všivec statný (Pedicularis exaltata) je poloparazitická rostlina, druh rodu všivec, která je v české floře velice vzácná.

## Výskyt
Druh pocházející z jihovýchodních Karpat roste na od sebe vzdálených lokalitách na Ukrajině, v Bělorusku, Rumunsku, na východě Polska a v Československu. Jeho nezápadnější, zcela odloučená lokalita je na jihovýchodní Moravě v Bílých Karpatech; na Slovensku se nevyskytuje.
V Česku byl zjištěn až počátkem 20. století v národní přírodní rezervaci Porážky v okrese Hodonín, je to jediné místo v republice kde roste. V roce 1978 došlo na lokalitě k sesuvu půdy po nevhodné rekultivaci, čímž málem došlo k vymizení všivce. Z několika rostlin, které přežily, byla sebrána semena. Podařilo se namnožit sazenice všivce v kultuře, vysadit je zpět a tím populaci zachránit. V současnosti zde roste cca 200 rostlin

## Ekologie
Pro svůj růst potřebuje vlhké, nevápněné a na živiny bohaté louky se stabilně zvýšenou hladinou podzemní vody. Vyžaduje nenarušovaná místa porostlá různými druhy travin, na jejichž kořeny se tento poloparazit svými kořínky napojuje a čerpá z nich pomoci haustorií vodu a minerální látky.

## Popis
Vytrvalý hemikryptofyt s lodyhou dorůstající do výše 70 až 150 cm. Z krátkého oddenku s vřetenovitými kořeny roste přímá, jednoduchá, dutá a hustě olistěná lodyha. Široce kopinaté spodní listy, dlouhé 10 až 40 cm, jsou z rubové strany hustě chlupaté a jejich čepele jsou jednou až dvakrát peřenosečné či peřenodílné a mají ostré úkrojky. Výše postavené listy jsou menší, mají kratší řapíky a jsou méně dělené.
Květenství sestavené z pyskatých květů je 30 až 50 cm dlouhý, směrem vzhůru se zužující hrozen. Květy vyrůstají z peřenodílných listenů delších než květy. Nepravidelný, široce trubkovitý kalich má pět cípů. Krémově žlutá koruna je dlouhá 25 mm, má mírně prohnutou a z kalichu čnící trubku, horní celokrajný pysk velký 7 × 3 mm a stejně dlouhý spodní pysk složený ze tří stejných laloků. Rostliny kvetou v červnu a červenci, květy jsou cizosprašné a jsou opylovány čmeláky.
Plody, které dozrávají v srpnu a září, jsou zploštělé vejčité tobolky se semeny asi 2,6 mm velkými. Rostliny se mohou rozmnožovat semeny která však spolehlivě vyklíčí jen v trvale vlhké, kypré a vzdušné půdě. Počet chromozomů je 2n = 28.

## Ohrožení
Všivec statný, rostoucí jen na jediné malé lokalitě, je považován za jednu z nejvzácnějších rostlin české květeny. Byl proto zařazen vyhláškou MŽP ČR (§1) a stejně i Červeným seznamem (C1r) mezi kriticky ohrožené druhy České republiky.